# FM島田
FM島田（エフエムしまだ）は、静岡県島田市にあるコミュニティFM放送局である。ステーションネームは「g-sky76.5」。
島田市を中心に志太・榛原地域の情報を発信している。

## 概要
島田市が中心となり、2008年開局。本社・スタジオは当時の島田図書館の建物に設置された。
2012年に島田図書館が島田駅に近い「おび・りあ」に移転した際、本社・スタジオは移転せず、サテライトスタジオを「おび・りあ」に設置。平日昼の番組のみおびりあスタジオから放送している。　
ネットワークはJFN系のミュージックバード。SPACE-DiVA　127ch「COMMUNITY」のネット。

## 年表
- 2008年
  - 5月27日 - 予備免許が交付される。
  - 10月1日 - 開局。平日朝・昼・夕方に２時間の生ワイド番組を編成。
- 2009年
  - 1月1日 - 改編により平日朝・昼の生ワイド番組が30分拡大。
  - 2月 - 島田市金谷地区に簡易中継局を設置。
  - 4月 - 藤枝市より藤枝トピックスの放送を開始。
  - 6月 - 静岡空港開港に伴いフライト情報を開始。
  - 10月13日 - 藤枝市および焼津市との防災協定を締結。
  - 11月9日 - 島田市初倉南、北五和、伊久美地区に中継局を設置。
- 2010年
  - 3月29日 - 川根本町と災害放送協定を締結。
  - 9月 - FM Haro!よりネットしていた『ジュビロ・ライブ・スペシャル』の放送を終了。
- 2011年4月 - ミュージックバード送出による全国ネット番組『大井川ふるさと夢浪漫』を開始。2012年3月終了。
- 2012年
  - 3月29日 - 吉田町と災害時における協定書を締結。吉田町役場屋上に中継局を設置[3]。
  - 10月1日 - 島田市本通3丁目の複合ビル「おび・りあ」にサテライトスタジオを開局。
- 2014年2月1日 - JCBAインターネットサイマルラジオによるネットラジオ「FMしまだネットラジオ」を開始[4]。

## 内容
- 平日は朝の7時台 - 9時台、昼の11時台 - 13時台、夕方の17時台 - 夜の19時台に自主制作番組を放送し、土日は12時台に放送し、その他の時間帯はミュージックバードまたはSPACE DiVAを放送しており、24時間放送となっている。日曜深夜は放送休止。

### 主な番組
- モーニングsky〜さわやか情報あさワイド（平日 7:00 - 9:30)
- やっぱりお茶でショー（月曜日 9:30 - 10:00、再放送 13:30 - 14:00）
- 韓流カフェ（水曜日 9:30 - 10:00、再放送 13:30 - 14:00）
- WEEK-END向上委員会（金曜日 9:30 - 10:00、再放送 13:30 - 14:00）
- 昼ドキ!聴かにゃ〜RADIO（平日11:00 - 13:30)
- レッドポイントブラザーズのフォークビレッヂ（火曜日 16:00 - 17:00、金曜日 21:00 - 22:00）※初回放送は月第1週
- g-sky マンスリーベスト10（水曜日 16:00 - 17:00）※初回放送は月第1週
- メモリーズトレイン（木曜日 16:00 - 17:00、21:00 - 22:00）※初回放送は月第1週
- ストリートカーズ（金曜日 16:00 - 17:00、土曜日 18:00 - 19:00）※初回放送は月第1週
- g-sky ふるさとイブニング（月 - 金 1 7:00 - 19:30）
- みんな笑顔・ラジオ版（土曜日 12:00 - 13:00）
- Sunday Free Talk（日曜日 12:00 - 13:00）
- 静岡空港フライト情報（月 - 金 7:20/9:00/11:25/13:00/18:10）
- MYFCロッカールーム（毎月第2・4水曜日 19:30 - 20:00）
- 高校野球中継（島田市内の高校出場試合、試合開始から終了まで）

#### 音楽配信
以下の時間帯はミュージックバード・127ch「COMMUNITY」をネットせず、音楽配信（ミュージックバード制作）となる。
- POPS REFRAIN（月 - 金 10:00 - 11:00）
- cross culture（月 - 金 14:00 - 15:00）
- 歌謡サプリ（月曜日 20:00 - 21:00）
- GOLDEN KAYO-ENKA（火 - 金 20:00 - 21:00）

#### ミュージックバードの飛び乗り・飛び降り
- アフタヌーン・パラダイス（月曜日 16時から）
- 大西貴文のTHE NITE（木・金 22時から）

## パーソナリティ
- 青木敬資

モーニングsky（月）
- 津島加代子

モーニングsky（火）、ふるさとイブニング（木・金）
- 増田みゆき

モーニングsky（水・木）
- 小栗みゆき

モーニングsky（金）、ふるさとイブニング（火）
- スナオマサカズ（ボイスアルファ所属）

昼ドキ!聴きドキ!〜情報キャッチ〜（月）、ふるさとイブニング（水）
- 飯田みより

昼ドキ!聴きドキ!〜情報キャッチ〜（水）
- 佐藤みえ

昼ドキ!聴きドキ!〜情報キャッチ〜（木）
- 平松りえ

昼ドキ!聴きドキ!〜情報キャッチ〜（火・金）
- 相川香（元静岡朝日テレビアナウンサー・ボイスアルファ所属）

ふるさとイブニング（月）

### 元パーソナリティ
- 緒方一英（元ラジオ福島アナウンサー、有限会社リップス、ボイスアルファ代表）

## スタッフ
- 松永並子（ディレクター） - 当時浪人生だった1992年から半年間、北原ゆき（現・放送作家）とのコンビでオールナイトニッポンのレギュラーパーソナリティを担当した経験を持つ。

## 参考資料
- 『コミュニティ放送局配置図』（PDF）（プレスリリース）2014年7月1日。2016年4月28日閲覧。